# Eutermiphora abdominalis
Eutermiphora abdominalis är en tvåvingeart som beskrevs av Lea 1911. Eutermiphora abdominalis ingår i släktet Eutermiphora och familjen puckelflugor. Inga underarter finns listade i Catalogue of Life.